# AF Corse
AF Corse is een Italiaans raceteam opgericht door voormalig autocoureur Amato Ferrari (niet verwant aan Enzo Ferrari). AF Corse is momenteel actief in de FIA World Endurance Championship, European Le Mans Series, FIA GT Series en de International GT Open.

## Palmares
- FIA GT Series
  - Winnaar van het rijdersklassement van de GT2 klasse in 2006 met Jaime Melo, in 2007 met Toni Vilander en Dirk Müller, in 2008 met Gianmaria Bruni en Toni Vilander.
  - Winnaar van het ploegenklassement van de GT2 klasse in 2006, 2007, 2008 en 2009.

- 24 uur van Spa-Francorchamps
  - Winnaar in de GT2 klasse in 2006 met Mika Salo, Rui Águas en Timo Scheider en in 2009 met Gianmaria Bruni, Toni Vilander, Jaime Melo en Luís Pérez Companc.

- International GT Open
  - Winnaar van het rijdersklassement in 2010 met Álvaro Barba en Pierre Kaffer.
  - Winnaar van het ploegenklassement in 2010.

- Intercontinental Le Mans Cup
  - Winnaar van de 1 000 kilometer van Silverstone 2010 in de categorie GT2 met Gianmaria Bruni en Jaime Melo.
  - Winnaar van de 1 000 kilometer van Spa 2011 in de categorie GTE Pro met Gianmaria Bruni en Giancarlo Fisichella.
  - Winnaar van de 6 uur van Imola 2011 in de categorie GTE Pro met Jaime Melo en Toni Vilander.
  - Winnaar van de 6 uur van Silverstone 2011 in de categorie GTE Pro met Gianmaria Bruni en Giancarlo Fisichella.
  - Winnaar van de Petit Le Mans 2011 in de categorie GTE Pro met Gianmaria Bruni, Giancarlo Fisichella en Pierre Kaffer.

- Le Mans Series
  - Winnaar van het rijdersklassement van de categorie GTE Pro in 2011.
  - Winnaar van het ploegenklassement van la categorie GTE Pro in 2011.

- FIA World Endurance Championship
  - Winnaar van de 12 uur van Sebring 2012 in de categorie GTE Pro met Andrea Bertolini, Olivier Beretta en Marco Cioci.
  - Winnaar van de 24 uur van Le Mans 2012 in de categorie GTE Pro met Giancarlo Fisichella, Gianmaria Bruni en Toni Vilander.
  - Winnaar van de 6 uur van Silverstone 2012 in de categorie GTE Pro met Giancarlo Fisichella, Gianmaria Bruni en Toni Vilander.
  - Winnaar van de 6 uur van Silverstone 2012 in de categorie GTE Am met Piergiuseppe Perazzini, Marco Cioci en Matt Griffin.
  - Winnaar van de 6 uur van São Paulo 2012 in de categorie GTE Pro met Giancarlo Fisichella en Gianmaria Bruni.
  - Winnaar van de 6 uur van Bahreïn 2012 in de catégorie GTE Pro met Giancarlo Fisichella en Toni Vilander.
  - Winnaar van het ploegenklassement in de categorie GTE Pro in 2012.
  - Winnaar van de 6 uur van Spa-Francorchamps 2013 in de categorie GTE Pro met Giancarlo Fisichella en Gianmaria Bruni.
  - Winnaar van de 24 uur van Le Mans 2023 in de categorie LMH met James Calado, Antonio Giovinazzi en Alessandro Pier Guidi.
  - Winnaar van de 24 uur van Le Mans 2024 in de categorie LMH met Antonio Fuoco, Miguel Molina en Nicklas Nielsen.